# Euromynt

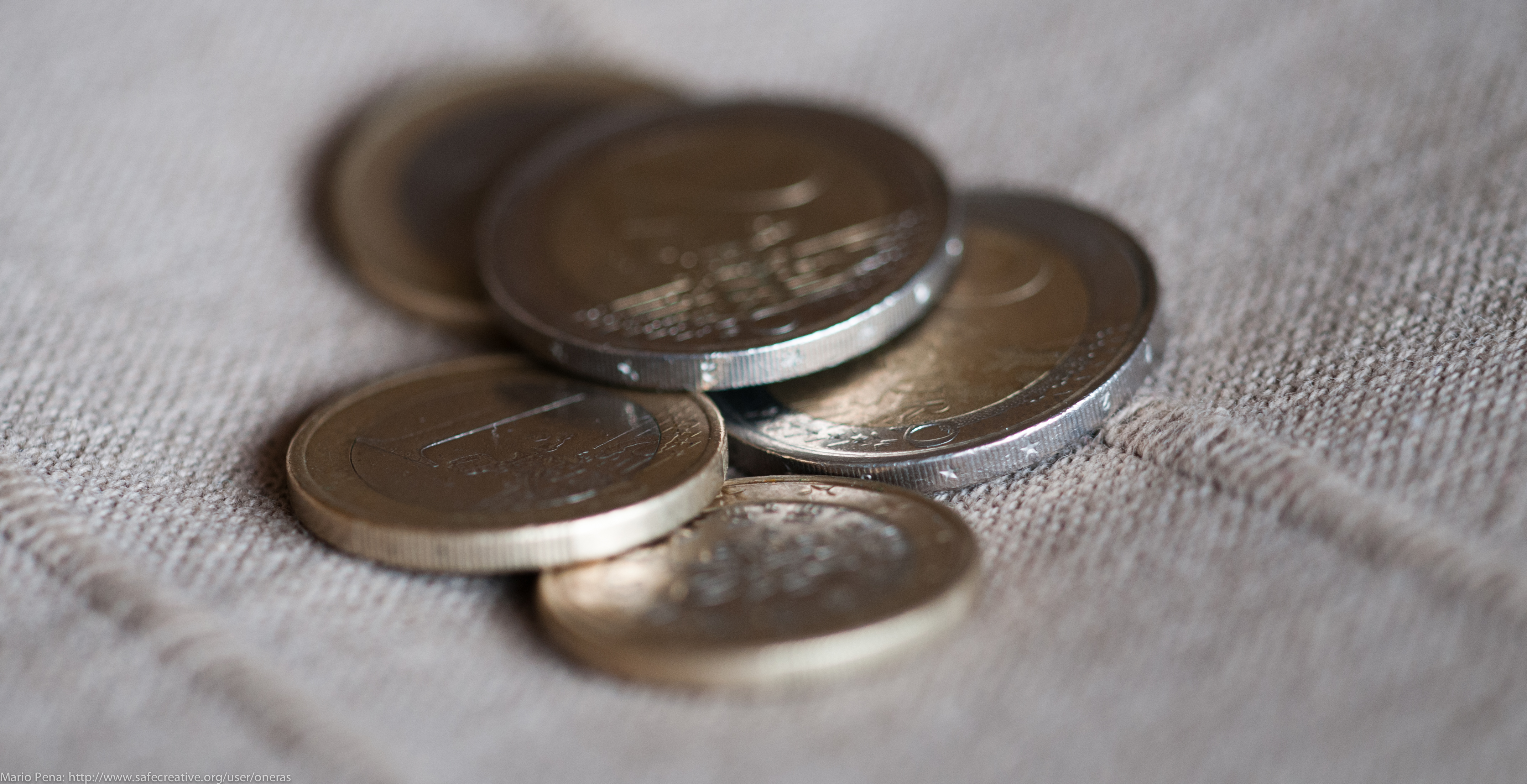
Euromynt

Euromynt är mynt utfärdade i euro av de nationella centralbankerna inom euroområdet. Mynten är giltiga som betalningsmedel inom hela euroområdet oavsett vilken centralbank som har präglat dem.
Det finns totalt åtta olika myntvalörer. I motsats till eurosedlarna har euromynten både en gemensam sida som är enhetlig och en nationell sida som varierar beroende på vilken centralbank som har präglat dem. Varje mynt har sina egna tekniska specifikationer i form av specifika mått, material och motiv.
Den första serien av euromynt sattes i omlopp den 1 januari 2002. I början av 2007 lanserades en andra serie av mynt med hänsyn till utvidgningen av Europeiska unionen.

## Valörer

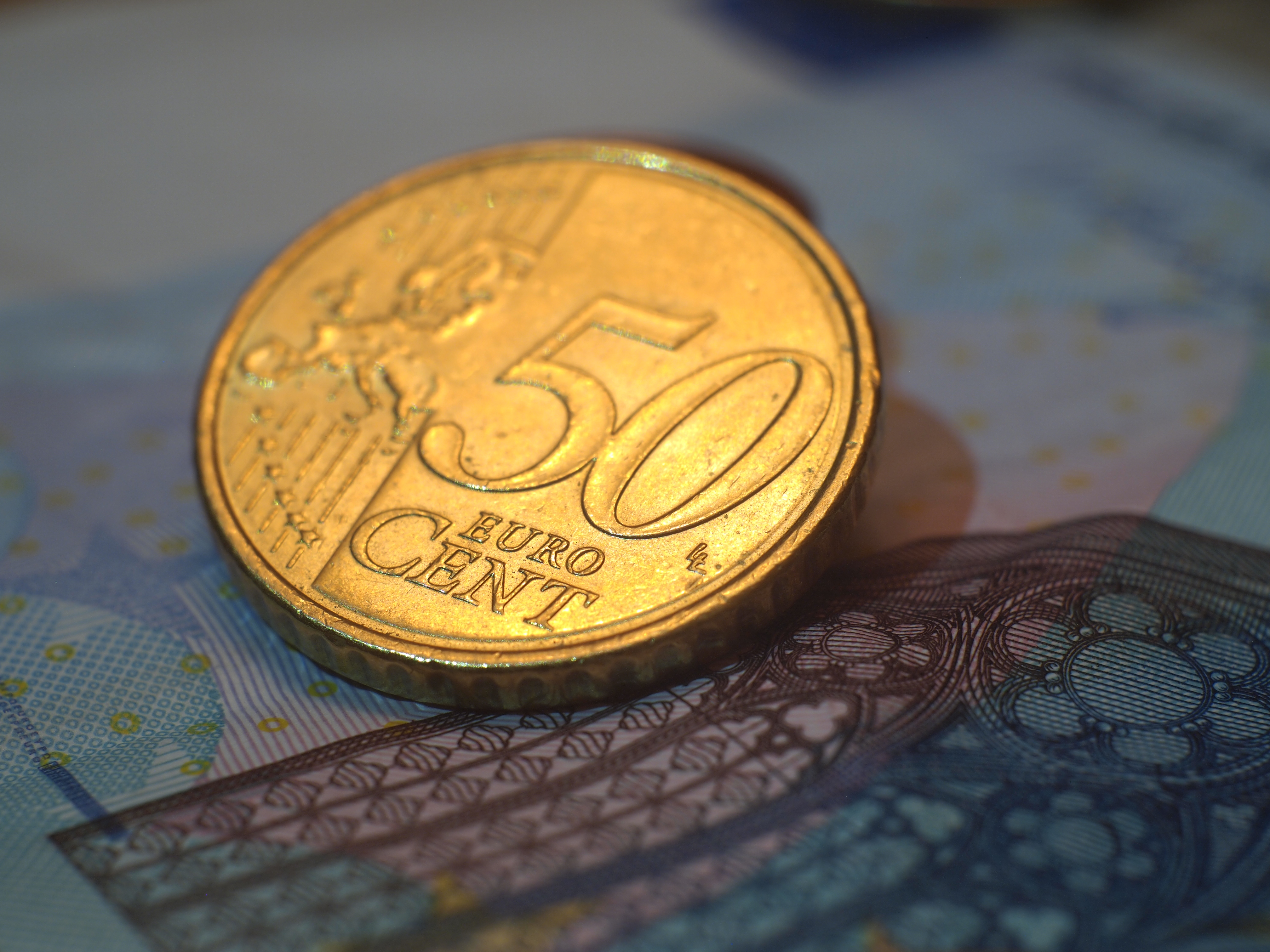
Ett 50-centmynt

Euromynten finns i åtta olika valörer: 1 ¢, 2 ¢, 5 ¢, 10 ¢, 20 ¢, 50 ¢, 1 € och 2 €. Det går 100 cent (¢) på en euro (€). De vanligast förekommande mynten är 1- och 2-centmynten, medan 50-centmynten samt 1- och 2-euromynten är de minst förekommande. På grund av myntens olika värde är 1- och 2-euromynten dock de mynt vars totala värde är störst, medan det totala värdet av alla 1-centmynt är minst. Det totala värdet av alla euromynt i omlopp uppgår till drygt 30 miljarder euro.
Vissa medlemsstater samt Europaparlamentet har uppmanat Europeiska centralbanken att ersätta 1- och 2-euromynten med sedlar eftersom dessa i många fall är smidigare att hantera, men centralbanken, som är oavhängig, har avstått från att ändra indelningen av sedlar och mynt, främst eftersom sedlar har betydligt kortare livslängd än mynt. Samtidigt har flera medlemsstater kritiserat förekomsten av 1- och 2-centmynten eftersom värdet på dessa är mycket litet. Varje medlemsstat har rätt att föreskriva att alla kontanta betalningar ska avrundas. Ursprungligen infördes de låga valörerna för att säkerställa att införandet av euron inte skulle användas som en ursäkt för försäljare att kraftigt avrunda priser. På grund av de höga kostnaderna för att upprätthålla en omsättning av låga valörer, både för företag och centralbankerna, avrundas alla priser i Belgien, Finland, Irland, Italien och Nederländerna till närmaste 5-centmynt vid kontanta betalningar. Trots att kostnaderna för att tillverka 1- och 2-centmynten är högre än deras värde har Europeiska centralbanken behållit dessa valörer. Stödet för 1- och 2-centmynten är särskilt starkt i Tyskland, där det finns en tradition av 1,99-europriser och där det fanns pfennigmynt värda knappt 0,5 cent innan införandet av euron. I början av 2020 tillkännagav dock Europeiska kommissionen sin avsikt att lägga fram ett lagförslag om att avskaffa 1- och 2-centmynten.

## Specifikationer
Varje euromynt, oavsett valör, har en gemensam och en nationell sida. Den nationella sidan ser olika ut beroende på vilken nationell centralbank som har präglat myntet. Den gemensamma sidan har utformats av den belgiske formgivaren Luc Luycx.
Valörerna och de tekniska specifikationerna för euromynten finns fastställda i en förordning som antagits av Europeiska unionens råd. Förordningen fastställer storlek, vikt och materialsammansättning för varje myntvalör.
Den gemensamma sidan visade ursprungligen en karta över alla unionens medlemsstater, även de som inte hade euron som valuta (Danmark, Storbritannien och Sverige). I och med unionens utvidgning blev kartan föråldrad och med anledning av detta lanserades en ny gemensam sida inför att Slovenien införde euron som valuta den 1 januari 2007. Den nya gemensamma sidan består av en karta över hela Europa och undviker på så sätt komplikationer i samband med att nya medlemsstater ansluter sig till eller utträder ur unionen i framtiden. De gamla mynten är fortfarande giltiga som betalningsmedel.
Utöver kartan finns även myntets valör och de tolv stjärnorna utsatta på den gemensamma sidan.
| Valör   | Diameter | Tjocklek | Vikt   | Materialsammansättning                       | Kant                                                |
| ------- | -------- | -------- | ------ | -------------------------------------------- | --------------------------------------------------- |
| 1 cent  | 16,25 mm | 1,67 mm  | 2,30 g | Stål med kopparöverdrag                      | Slät                                                |
| 2 cent  | 18,75 mm | 1,67 mm  | 3,06 g | Stål med kopparöverdrag                      | Slät med en räffla                                  |
| 5 cent  | 21,25 mm | 1,67 mm  | 3,92 g | Stål med kopparöverdrag                      | Slät                                                |
| 10 cent | 19,75 mm | 1,93 mm  | 4,10 g | Kopparlegering (nordiskt guld)               | Utskurna uddar (räfflad kant)                       |
| 20 cent | 22,25 mm | 2,14 mm  | 5,74 g | Kopparlegering (nordiskt guld)               | Slät med sju fördjupningar (”spansk blomma”)        |
| 50 cent | 24,25 mm | 2,38 mm  | 7,80 g | Kopparlegering (nordiskt guld)               | Utskurna uddar (räfflad kant)                       |
| 1 euro  | 23,25 mm | 2,33 mm  | 7,50 g | Nickelbrons (inre) och nickelmässing (yttre) | Sex skiftande segment, tre släta, tre fint räfflade |
| 2 euro  | 25,75 mm | 2,20 mm  | 8,50 g | Nickelmässing (inre) och nickelbrons (yttre) | Fint räfflad med kantinskrift                       |

### Nationella sidan
Euromyntens nationella sida varierar beroende på vilken nationell centralbank som har präglat mynten. Vissa centralbanker har valt att ha samma utformning för samtliga valörer (till exempelvis belgiska euromynt), medan andra centralbanker har valt att ha olika utformning för varje valör (till exempel italienska euromynt). I monarkier brukar den nationella sidan prydas av ett porträtt av monarken. Republiker tenderar till att inkludera nationella monument, symboler eller stiliserade mönster (till exempel franska euromynt).
Utöver medlemsstaterna inom Europeiska unionen som präglar euromynt har även Andorra, Monaco, San Marino och Vatikanstaten rätt att prägla euromynt i enlighet med särskilda monetära avtal med unionen. Sådana mynt påträffas dock mycket sällan i omlopp på grund av deras samlarvärde.
Den nationella sidan måste uppfylla vissa minimibestämmelser. Den måste bland annat innefatta de tolv stjärnorna, gravörens initialer samt utgivningsåret. Den nya serien av mynt måste även innehålla namnet på den utfärdande medlemsstaten. Den nationella sidan får däremot inte upprepa myntets valör eller ordet ”euro” såvida det inte sker med ett annat alfabets bokstäver än det latinska. En medlemsstat får ändra den nationella sidan på euromynten endast en gång per femtonde år, utom när den statschef som avbildas på ett mynt byts ut.

### Minnes- och samlarmynt
Utöver de ordinarie mynten har de nationella centralbankerna möjlighet att prägla minnes- och samlarmynt. Varje centralbank har rätt att prägla två minnesmynt per år. Fler minnesmynt kan endast ges ut om statschefsämbetet är tillfälligt vakant eller provisoriskt besatt. Endast 2-euromynt får användas som minnesmynt. Minnesmynten måste uppfylla de ordinarie specifikationerna för euromynt och är giltiga inom hela euroområdet.
Vid fem tillfällen har euroområdet i sin helhet präglat gemensamma minnesmynt. Det första sådana myntet präglades 2007 i samband med 50-årsjubileet av Romfördragen. Under 2009 präglades det andra gemensamma minnesmyntet till minne av eurons tioårsdag. Designen för detta mynt bestämdes genom en elektronisk omröstning där alla unionsmedborgare hade möjlighet att delta. Det tredje gemensamma minnesmyntet präglades under 2012 till minne av tioårsdagen av eurosedlar och euromynt. Det fjärde gemensamma minnesmyntet präglades under 2015 till minne av 30-årsdagen av europeiska flaggan. Det femte gemensamma minnesmyntet präglades under 2022 för att fira Erasmusprogrammets 35-årsjubileum.
Utöver minnesmynt kan de nationella centralbankerna även prägla samlarmynt. Sådana mynt är inte tänkta att sättas i omlopp, utan är helt och hållet avsedda för att samlas. De är inte giltiga som betalningsmedel någon annanstans än i den medlemsstat de har präglats. Samlarmynten, som kan ha andra valörer än de ordinarie mynten, måste utformas på ett sätt så att de tydligt urskiljer sig från övriga euromynt.

### Specialfunktioner för synskadade
Euromynten har utformats för att underlätta för synskadade eller helt blinda personer att identifiera vilken valör mynten har. Varje valör har en unik storlek och vikt samt en kant som urskiljer den från andra valörer. På detta sätt kan myntets valör bestämmas enbart med hjälp av händerna, utan att myntet måste ses.

## Säkerhetsdetaljer

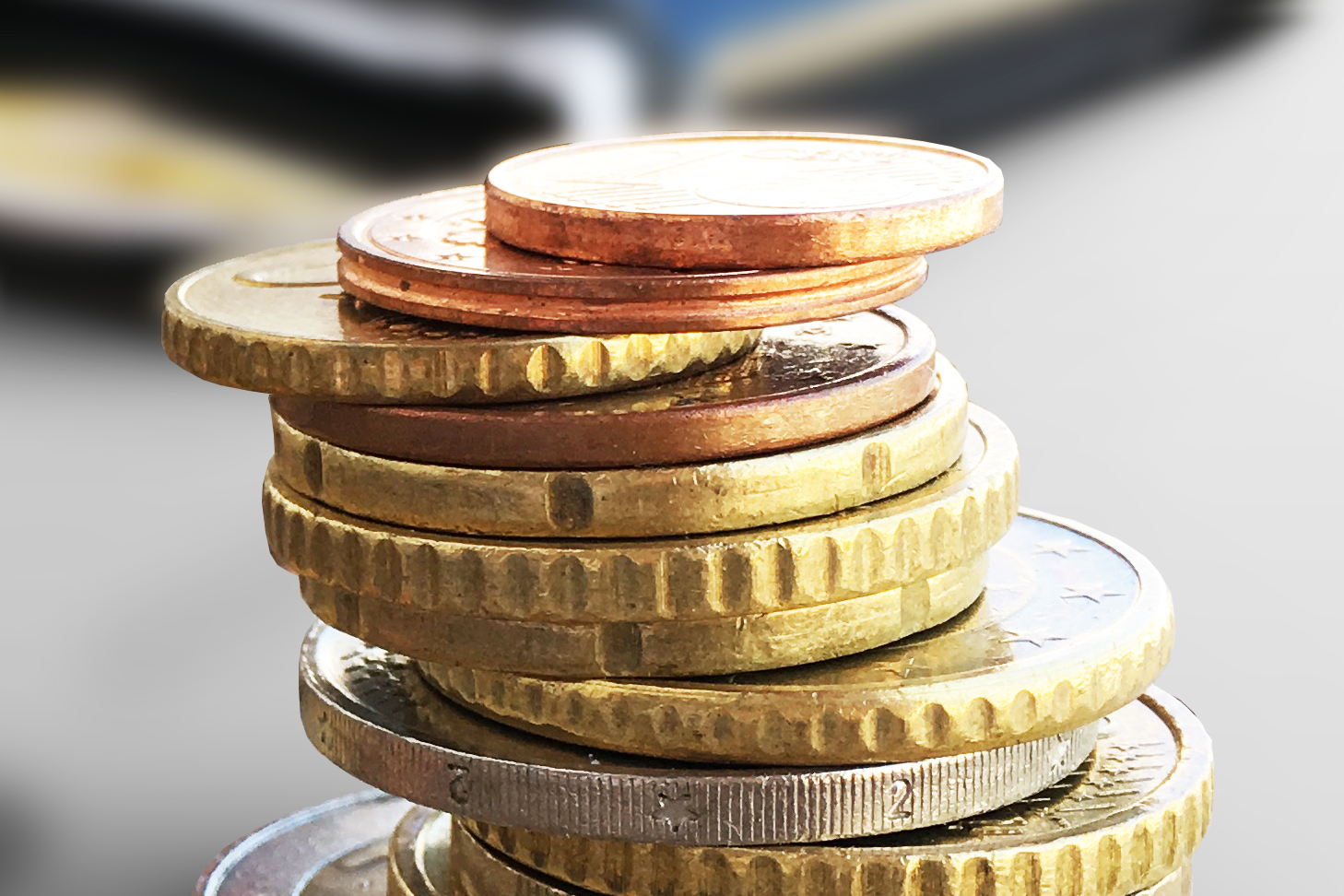
Vissa euromynt har en särskilt räfflad kant som försvårar förfalskning.

Euromynten innehåller en rad säkerhetsdetaljer för att förhindra myntförfalskning. Flera av dessa säkerhetsdetaljer har offentliggjorts och är därför kända för allmänheten. Vissa av säkerhetsdetaljerna är maskinläsbara, vilket innebär att myntautomater och andra maskiner som tar emot mynt kan avgöra om ett mynt är äkta eller falskt.
Myntens sammansättning och utformning har valts på ett sätt så att förfalskning försvåras. För 1- och 2-euromynten används en särskild bimetall- och ”sandwich”-teknik vid myntpräglingen som försvårar myntförfalskning. På motsvarande sätt är 10-, 20- och 50-centmynten präglade av en unik legering som är svår att smälta och som används uteslutande för mynt. 2-euromynten är även utrustade med en särskild räffling med mikrotext runt kanten.
Mellan 100 000 och 200 000 förfalskade euromynt brukar påträffas varje år. I jämförelse med det totala antalet mynt, som uppgår till över 100 miljarder, är detta en förhållandevis låg siffra. Runt hälften av alla förfalskningar bär den tyska designen.

## Utgivning
Till skillnad från eurosedlarna är utgivningen av euromynt en befogenhet som inte har överförts från de nationella centralbankerna till Europeiska centralbanken. De nationella centralbankerna måste dock utforma mynten i enlighet med de bestämmelser som Europeiska unionens råd fastställer. Varje år fastställer Europeiska centralbanken den mängd mynt som medlemsstaterna ska ge ut under det kommande året.